# 프리주
프리주(프랑스어: Phryges)는 2024년 프랑스 파리에서 개최되는 올림픽과 패럴림픽의 공식 마스코트이다.
프리주는 프랑스 혁명과 공화국을 상징하는 프리기아 모자를 의인화하였다. 총 두 가지가 제작되었는데, 하나는 올림픽을 대표하고 다른 하나는 운동선수용 의족을 차고 있는 모습으로 패럴림픽을 대표한다.

## 상세
프리주는 프리기아 모자를 의인화시켜 삼각형 모양으로 만들었다. 모자의 덮개는 팔로, 모자 끝은 앞으로 접혀 이마를 이루고 있으며, 여기에 다리, 눈, 입이 달려 있는 모습이다.
몸체와 더불어 프랑스 국기의 세가지 색상(빨강, 하양, 파랑)을 마스코트 배색에 활용하였다. 외부는 빨강, 내부는 파랑이며 가슴에는 흰색 바탕에 대회 로고가 그려져 있다. 올림픽 쪽 마스코트의 다리는 파란색, 패럴림픽 쪽 마스코트의 다리는 흰색이다. 머리 쪽에는 프랑스 삼색기 모표가 달려 있으며, 눈 자체도 파랑(홍채), 하양(흰자위), 빨강(테두리)을 이룬다.
올림픽 쪽 마스코트는 삼색기 끈과 밑창이 달린 흰색 운동화를 신고 있으며, 장난스러운 눈과 이를 다 드러내며 웃고 있다. 반면 패럴림픽 쪽 마스코트는 왼쪽 운동화를 빨간색으로 바꾸고 오른쪽은 검은색 달리기용 의족을 달았으며, 키가 좀 더 크고 차분한 모습이다. 두 마스코트 모두 이렇다할 성별이 드러나지 않는다.
프리주의 활용 도안으로 올림픽과 패럴림픽의 전 경기종목을 표현한 것이 있다. 패럴림픽 프리주의 경우 휠체어 테니스나 양궁처럼 일부 종목에서 휠체어를 탄 모습으로 그려진다.

## 제작

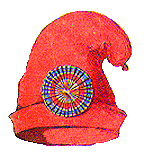
프리주의 모델이 된 프랑스 혁명기 모표 달린 프리기아 모자

프리주의 디자인은 에이전시 크레아티브 W(créative W)에서 맡았다. 에이전시 공동 창업자 질 들레리(Gilles Deleris)와 조아생 로생(Joachim Roncin)이 지휘하는 2024년 파리 올림픽 디자인팀에서 전담하였으며, 이들의 전작으로는 '나는 샤를리다'(Je suis Charlie)를 디자인한 것으로 유명하다.
프리주는 2020년부터 디자인에 들어가 2022년 11월 14일에 공개되었다. 올림픽 마스코트 디자인의 모티브에 있어 프랑스의 상징으로 너무 많이 쓰였던 수탉이나 바게트, 크루아상 같은 소재는 처음부터 배제하고 시작하였으며, 그 결과 프랑스 혁명기 프리기아 모자가 모델로 선정되었다.
3차원 CG 디자인의 경우 모자의 질감과 형태를 부각시켰고, 마스코트들이 차고 있는 운동화는 특정 브랜드를 연상시키지 않도록 디자인했으며, 다리 길이도 팔이 땅에 닿지 않을 정도로 충분히 준 것이 포인트였다. 특히 이번 마스코트는 성별을 따로 지정하지 않은 것이 디자인 과정에서도 논란이었는데 파생상품의 판매 증진을 기대하고서 내려진 결정이었다.
공개 당시 2024년 파리 올림픽 패럴림픽 조직위원회는 프리주에 대해 "자유와 포용력의 큰 상징이자, 대의를 지지하는 전세계의 능력을 뜻한다"고 설명했다.

## 반응
마스코트에 대한 프랑스 대중의 반응은 긍정적이다. 2022년 11월 마스코트 발표 다음날 톨루나-해리스 인터랙티브에서 실시한 설문조사에 따르면, 어른 응답자의 75%, 어린이 응답자(6세~17세)의 83%가 마스코트를 긍정적으로 평가한다고 답했다.
마스코트 발표를 기념하여 파리 조폐국(Monnaie de Paris)에서는 프리주의 모습이 새겨진 기념주화를 출시하였다. 첫 번째 시리즈는 2023년 5월, 두번째 시리즈는 2023년 10월에 출시되었다.

### 마스코트에 대한 해석 논란

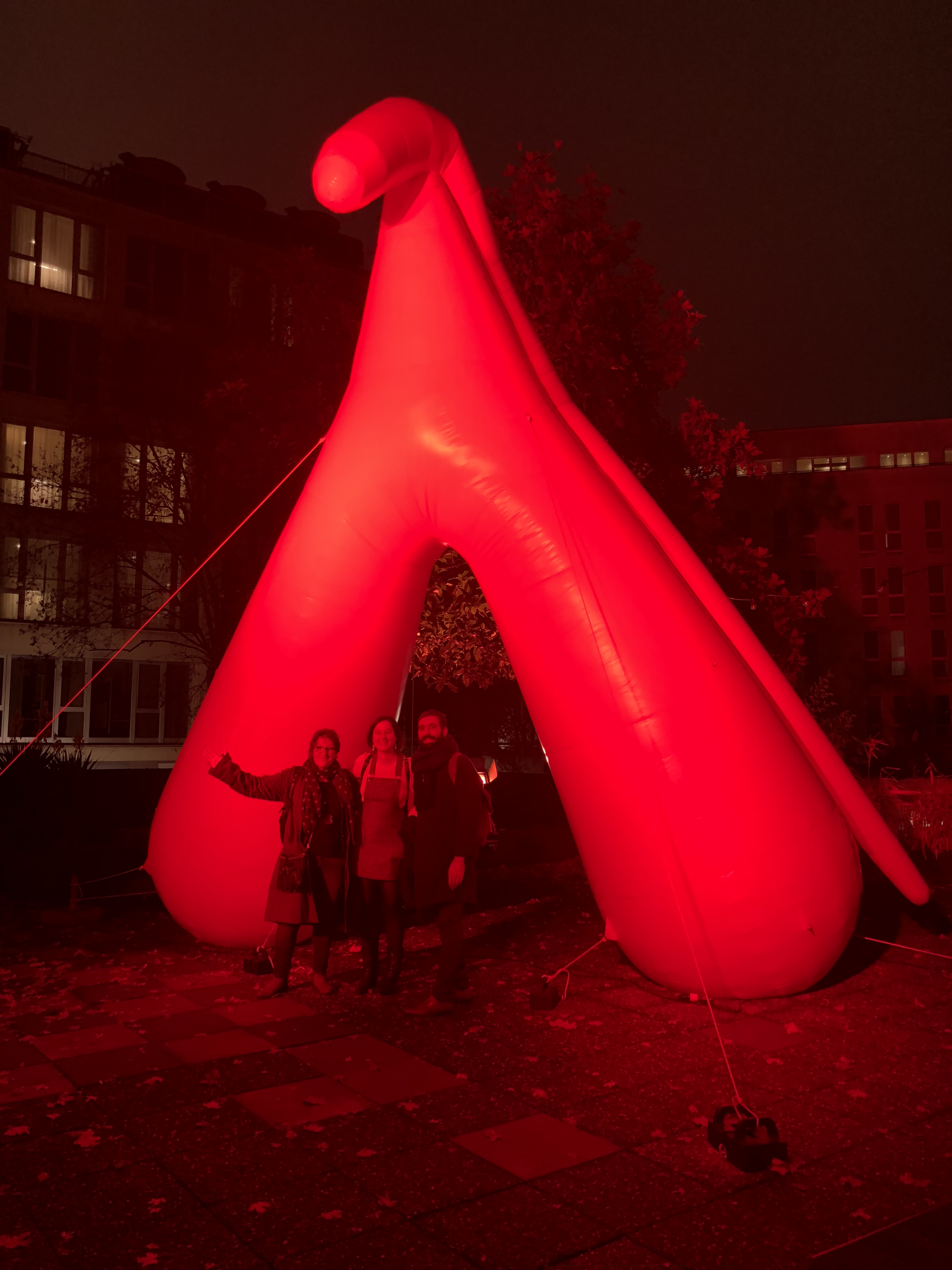
2018년 페미니즘 축제 레크레아티브(Les Créatives)에서 설치된 음핵 모양의 조형

네티즌들 사이에서는 이번 올림픽, 패럴림픽 마스코트가 여성의 음핵(클리토리스)와 닮았다는 이야기가 대두되면서 논란에 휩싸였다. 프리주의 전반적인 모양 가운데 머리 부분은 음핵의 귀두, 두 팔은 해면체를 연상시킨다는 것이다. 마스코트 제작팀은 해당 논란에 대해 공식적으로는 별다른 답변을 내놓지 않으면서 논란은 그치지 않았다. 음핵이라는 소재는 프랑스와 파리의 상징이자 남근적 상징을 내포한 에펠탑과 대조된다는 점에서 '혁명'과 '여성'을 상징하는 요소로도 받아들여지는데, 특히 여성의 음핵을 거리 설치미술의 소재로 활용해 왔던 페미니스트 창작집단 '클리토 갱'(Gang du Clito)이 2021년 5월 8일 세계 여성의 날을 맞이해 파리 에펠탑 앞의 트로카데로 산책로에 설치한 5m 크기의 조형물이 비교 대상으로 거론됐다.
프랑스 역사학자 마틸드 라레르(Mathilde Larrère)는 이번 마스코트의 등장으로 프리기아 모자가 정치적 지위를 상실했음을 보여준다고 해석했다. 프리기아 모자라 함은 19세기 프랑스에서 시민 항쟁과 혁명의 상징으로 여겨지면서 대립을 불러일으킬 만한 소재였으나, 20세기 들어 여느 시청마다 마리안 흉상이 들어서면서 프리기아 모자의 이미지도 점점 대중화되었고, 21세기에 이르러서는 정치적이지도 않고 깨끗하며 불쾌하다는 인상 없는 귀여운 장난감이 되었다는 평가다. 그러나 음핵과 모양이 닮았다는 점에서 페미니스트 마스코트처럼 여겨지고 있다는 점은 프리기아 모자가 지니고 있던 선동적인 이미지를 되살리는 것으로, 본인 뿐만 아니라 제작자들로서도 재미를 느낄 만한 상황이라고 보았다.

외젠 들라크루아의 <민중을 이끄는 자유의 여신>(1830년). '자유'가 여인으로 의인화되어 프리기아 모자를 쓴 채 나타난 모습을 그려내고 있다.

수필가 다비드 브뤼나(David Brunat)는 프리주가 지니고 있는 혁명적이고 공화주의적인 상징성이 올림픽 표어였던 '더 빨리, 더 높이, 더 힘차게'(Citius, Altius, Fortius)가 제시하는 엘리트주의적인 개념보다는, 자유, 평등, 박애(Liberté, Égalité, Fraternité)의 표어를 암묵적으로 연상시키며, 모두를 위한 스포츠를 도모하고 있다고 해석했다. 또한 프리기아 모자 자체가 프랑스 혁명의 상징이기도 하지만 고대 로마의 해방된 노예들이 착용한 모자라는 점에서 고대 올림픽 대회도 언급하고 있다고 보았다. 브뤼나는 디자이너들이 "순수 장식적인 유치함"이 아닌 "이상을 찾기 위해" 노력했다는 점에서 높이 평가했다.
사회학자 뱅상 게이세르(Vincent Geisser)와 니앙두 투레(Niandou Touré)는 이번 마스코트가 공개 당시 2022년 카타르에서 열리고 있던 FIFA 월드컵의 각종 인권 논란과 정면으로 배치되는 상징이라고 해석했다. 당시 카타르의 경기장을 비롯한 기반시설 건설현장에 동원된 외국인 근로자들이 가혹한 근무조건 하에서 노동을 벌이면서 현대판 노예제라는 비판이 일었다. 그러나 프랑스 노동조사국은 2024년 파리 올림픽에서도 수십 명의 외국인 불법체류자들이 비정규직 공사 인력으로 고용되어 열악한 환경 내에서 근무하고 있다고 지적했다.

### 중국산 인형 논란
한편 프리주 봉제인형의 프랑스 국내 생산 여부 역시 논란의 대상이 되었다. 조직위 측에서 계획한 인형 생산량 약 200만여개 가운데 20%는 라게르슈드브르타뉴의 '두두 에 콩파니'(Doudou et Compagnie)와 이프스의 '집시'(Gipsy) 등을 비롯해 프랑스 국내 업체가 맡고, 나머지 생산량 80%는 중국 업체에 위탁 생산한다고 보도되었다.
이에 2022년 11월 15일 크리스토프 베슈(Christophe Béchu) 프랑스 환경부 장관은 이 같은 실정에 "문제가 있다"면서 "생산라인을 프랑스로 급히 전환시켜야 한다"는 입장을 밝혔다. 두두 에 콩파니 그룹의 알랭 졸리(Alain Joly) 회장은 "봉제인형 시장의 아웃소싱화가 극심한 상황이고, 가격 역시 아시아에서 생산하는 비용을 기준으로 하기 때문에 완전 국내 생산은 불가능하다"고 밝혔다. 실제로 고품질로 홍보되는 프랑스산 인형의 가격은 €49.90(약 7만원)으로, 중국산 인형 가격인 €34.90(약 5만원)과 비교 했을 때 좀 더 비싼 것으로 조사되었다.